# Borealis Planitia
La Borealis Planitia è una pianura presente sulla superficie di Mercurio, a cavallo del polo nord del pianeta. La pianura è stata battezzata dall'Unione Astronomica Internazionale con un'espressione in lingua latina che significa letteralmente pianura settentrionale, con riferimento all'elevata latitudine della pianura.
Inizialmente ritenuta incentrata sui 74,7° di latitudine nord e 80,1° di longitudine ovest con un diametro approssimativo di 800km, nel 2017 le sue dimensioni sono state riviste e portate agli attuali valori.
È la struttura eponima della maglia H-1 della cartografia di Mercurio, precedentemente nota come Borea e temporaneamente come Goethe.